# Jean Cavadini

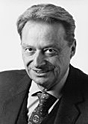
Jean Cavadini

Jean Cavadini (* 27. Juli 1936 in Neuenburg; † 9. Januar 2013) war ein Schweizer Politiker (LPS)
Sein erstes politisches Amt nahm Cavadini in der Stadtexekutive von Neuenburg wahr. Nachdem er bereits dem Grossen Rat angehört hatte, war er von 1981 bis 1993 Staatsrat des Kantons Neuenburg. Er zog zum 26. November 1979 in den Nationalrat ein. Zum 30. November 1987 gelang ihm die Wahl in den Ständerat, wo er Mitglied in mehreren Kommissionen war. Bei den Parlamentswahlen 1999 wurde er nicht mehr wiedergewählt und schied daher zum 5. Dezember 1999 aus der Kleinen Kammer aus.
Cavadini war auch sozial engagiert, so führte er vom 1. Januar 1994 bis 1. Juli 2002 die Präsidentschaft von der Schweizer NGO Enfants du Monde.